# Pavel Telička
Pavel Telička (Washington DC, EUA, 24 d'agost de 1965) és un polític txec que fou Comissari Europeu de Salut i Protecció al Consumidor en la Comissió Prodi. És actualment, i d'ençà el 2014, diputat europeu i també des de gener del 2017 vicepresident del Parlament Europeu.

## Biografia
Va néixer el 24 d'agost de 1965 a la ciutat de Washington DC, fill de František Teličky un diplomàtic txec. De ben petit es traslladà al seu país d'origen, on estudià dret a la Universitat de Praga.

## Activitat política
Sense afiliació política i com a expert en dret internacional fou nomenat membre del Ministeri d'Afers Estrangers de Txecoslovàquia, posició des de la qual posteriorment fou l'encarregat de dirigir la negociacions bilaterials entre la Unió Europea (UE) i la República Txeca per aconseguir la integració d'aquest país en l'organisme europeu.
Amb l'entrada de la República Txeca a la UE fou nomenat l'1 de maig de 2004 membre de la Comissió Prodi, esdevenint Comissari Europeu de Salut i Protecció al Consumidor, càrrec que compartí amb David Byrne durant els sis mesos que estigué al càrrec. En finalitzar el seu mandat el novembre del mateix any fou substituït com a Comissari txec per Vladimír Špidla.